# Begoña Blasco
Begoña Blasco Laffón (Teruel, 30 de abril de 1960) es una ex gimnasta rítmica española. Logró la medalla de bronce en cinta en el Campeonato Mundial de Madrid en 1975. Ese mismo año se convirtió en la primera campeona de España absoluta.

## Biografía deportiva

### Etapa en la selección nacional
Formó parte de la primera selección nacional de gimnasia rítmica de España, creada por la Real Federación Española de Gimnasia en 1974. La seleccionadora del equipo era la búlgara Ivanka Tchakarova, que contaba con la ayuda como entrenadora de Carmen Algora. En un primer momento entrenaron en el gimnasio de la Delegación Nacional de Deportes, donde no había moqueta, y posteriormente pasaron al Gimnasio Moscardó de Madrid. También realizaron varias concentraciones antes de las competiciones, como las que tuvieron en Pontevedra o en Sofía y Varna. En 1974 participó en el encuentro España-Italia en Madrid, su primera competición internacional.
A finales de abril de 1975, disputó el I Campeonato de España de Gimnasia Rítmica, celebrado en Madrid. En el mismo se convirtió en la primera campeona de España absoluta, superando a María Jesús Alegre y África Blesa. En las finales por aparatos fue bronce en aro, oro en mazas, bronce en cinta, y nuevamente bronce en cuerda. En mayo de 1975 participó con Alegre y Blesa en el torneo de Corbeil-Essonnes y la Copa Stoudenska Tribouna de Sofía.
El 24 de noviembre de 1975, en el Campeonato del Mundo de Madrid, logró la medalla de bronce en la final de cinta y el 11º puesto en la general. Las otras representantes españolas en el Mundial fueron María Jesús Alegre, África Blesa y el conjunto español. Aunque el inicio de la competición estaba inicialmente previsto para el 20 de noviembre, tuvo que ser retrasado debido a la muerte de Francisco Franco. En una Copa de Europa no oficial disputada Viena en abril de 1976 donde acudieron las individuales de la selección, fue 10.ª. En mayo volvió a acudir con el resto de individuales a la Copa Stoudenska Tribouna de Sofía. En el II Campeonato de España de Gimnasia Rítmica, disputado nuevamente en Madrid ese año, no pudo repetir el título nacional y fue medalla de plata en la general por detrás de María Jesús Alegre. Ese año participó con sus compañeras en una exhibición en la apertura de los Juegos Olímpicos de Montreal 1976. 
En mayo de 1977 volvió a la Copa Stoudenska Tribouna de Sofía, donde fue 25ª en la general. En octubre de 1977 participó en el Campeonato del Mundo de Basilea, donde obtuvo el 22º puesto en la general. En diciembre de 1977 volvió a ser subcampeona de España por detrás de María Jesús Alegre en el Campeonato de España Individual de Gimnasia Rítmica de Gijón.

### Retirada de la gimnasia
Begoña es en la actualidad Doctora en Ciencias Físicas por la Universidad Complutense de Madrid y, desde 1984, profesora titular de la Escuela Técnica Superior de Edificación, perteneciente a la Universidad Politécnica. Ha publicado libros como Fundamentos físicos de la edificación I (2006), Fundamentos físicos de la edificación I: ejercicios resueltos (2006) y Fundamentos físicos de la edificación II (2008). Ha completado su formación mediante el estudio de los procesos de enseñanza-aprendizaje de los alumnos más capaces que presentan fracaso escolar, desarrollando el curso de Experto Universitario en Diagnóstico y Educación de los Alumnos con Alta Capacidad en la UNED. Sobre este tema, Blasco coordina un grupo de Innovación Educativa en la Universidad Politécnica (Grupo ALCIN: Formación y apoyo a jóvenes de alta capacidad intelectual).
El 14 de noviembre de 2021 se publicó su primera novela, Victoria.

## Palmarés deportivo

### Selección española
| 1975 - Campeonato del Mundo de Madrid 11º puesto en concurso general Bronce en cinta 1976 - Copa de Europa de Viena (no oficial) 10º puesto en concurso general 1977 - Copa Stoudenska Tribouna de Sofía 25º puesto en concurso general - Campeonato del Mundo de Basilea 22º puesto en concurso general |